# 伯纳德·L·斯特勒
伯纳德·L·斯特勒（1925年2月21日—2001年5月3日）是一位美国老年学家，早年参与发现了萤火虫萤光素，1956年后研究方向转为老年学，主要作品有《时间、细胞和衰老》（Time, Cells, and Aging）等。